# Allium kurssanovii
Allium kurssanovii — вид рослин з родини амарилісових (Amaryllidaceae); поширений у центральній Азії.

## Опис
Цибулини скупчені, від циліндричних до циліндрично-яйцюватих, дуже довгі, 10–15 × 2–3 см; оболонка темно-коричнева. Листки лінійні, трохи коротші або довші від стеблини, завширшки 3–4 мм, плоскі, краї гладенькі, рідко шершаві. Стеблина 50–70(90) см, циліндрична, гладка, вкрита листовими піхвами на ≈ 1/2 довжини. Зонтик кулястий, діаметром 2–3 см, багатоквітковий. Оцвітина від рожево-бузкової до темно-фіолетово-червоної; сегменти з темно-пурпуровою серединною жилкою, довгасто-яйцюваті, 3.5–4 мм, верхівка гостра; внутрішні яйцюваті, верхівки усічені.

## Поширення
Поширення: Казахстан, Киргизстан, Китай — західний Сіньцзян.
Населяє кам'янисті схили, скелі.